# Gunn
La película es una versión de la serie Peter Gunn de la NBC, emitida entre septiembre de 1958 y junio de 1962 (3 temporadas, 114 capítulos). Edwards había trabajado para la serie: dirigió 10 episodios, escribió el argumento de 21 episodios, el guion de 8 y produjo cinco.

## Otros créditos
- Productor Ejecutivo: Blake Edwards
- Productor Asociado: Dick Crockett
- Diseño de Producción: Fernando Carrere
- Director de producción: William Davidson y Jack McEdward
- Asistente de dirección: Mickey McCardle.
- Montaje: Peter Zinner
- Sonido: John R. Carter y Charles Grenzbach.
- Decoración: Reg Allen y Jack Stevens
- Diseño de Vestuario: Jack Bear
- Maquillaje: Nellie Manley (peluquería) y Wally Westmore (maquillaje).

## Curiosidades
- Rodada en tecnicolor.
- Cameo de Henry Mancini que aparece tocando el piano.
- Henry Mancini escribe varias canciones para la película:

- If Only I Could Fly (Mancini y The Gordian Knots)
- I Like the Look (Mancini y Leslie Bricusse)

- En la película aparecen otras canciones que no son originales de Mancini:

- El tema de la serie Peter Gunn Dreamsville, Bye, Bye interpretado para la ocasión por Jay Livingston y Ray Evans.
- El padrastro de Edwards, Jack McEdwards, forma parte del equipo de producción.